# Cegielnia (Legionowo)
Cegielnia – część miasta Legionowa, w województwie mazowieckim, w powiecie legionowskim. Leży na południe od centrum Legionowa, w rejonie ulicy Listopadowej.
Dawniej wieś należąca do gminy Jabłonna w powiecie warszawskim w woj. warszawskim. 19 maja 1930 roku weszła w skład nowo utworzonej wiejskiej gminy Legionowo. 1 lipca 1952 gminie Legionowo nadano status miasta, przez co Cegielnia stała się obszarem miejskim; jednocześnie nowe miasto Legionowo weszło w skład nowo utworzonego powiatu nowodworskiego.